# Tomigusuku Seizoku
Tomigusuku Ueekata Seizoku (豊見城 親方 盛続) (1520 – 28 mai 1622) aussi connu sous son nom de style chinois Mō Keiso (毛 継祖), est un aristocrate et fonctionnaire du gouvernement du royaume de Ryūkyū. Il est membre du Sanshikan de 1614 à 1622.
Tomigusuku Seizoku vient de la famille d’aristocrates de Mō-uji Tomigusuku Dunchi (毛 氏 豊 見 城 殿 内). Tomigusuku Seishō (豊 見 城 盛 章, qui est aussi connu sous le nom de Mō Ryūbun 毛 龍 文) était son père, qui a servi comme membre du Sanshikan pendant le règne de Shō Ei et Shō Nei. Tomigusuku Seizoku était son fils aîné.